# Hucín
Hucín este o comună slovacă, aflată în districtul Revúca din regiunea Banská Bystrica. Localitatea se află la altitudinea de 221 m deasupra n.m., se întinde pe o suprafață de 12,56 km2 și în anul 2017 număra 934 de locuitori. Se învecinează cu comuna Gemerské Teplice.

## Istoric
Localitatea Hucín este atestată documentar din anul 1327.

## Demografie
| An:                | 1994 | 2004   | 2014    | 2024   |
| ------------------ | ---- | ------ | ------- | ------ |
| Număr de persoane: | 795  | 782    | 913     | 915    |
| Diferență:         |      | −1,63% | +16,75% | +0,21% |

| An:                | 2023 | 2024 |
| ------------------ | ---- | ---- |
| Număr de persoane: | 915  | 915  |
| Diferență:         |      | +0%  |